# Asaphestera platyris
Asaphestera platyris és una espècie extinta de sinàpsid que visqué durant el Carbonífer superior en allò que avui en dia és Nord-amèrica. Se n'han trobat restes fòssils a Nova Escòcia (Canadà). Descrit originalment com a lepospòndil indeterminat, posteriorment fou classificat durant un temps com un microsaure de la família dels tuditànids. Un estudi publicat el maig del 2020 revelà que els espècimens referits a Asaphestera representaven diverses espècies no relacionades entre si. El nom específic encunyat per Steen el 1934, A. platyris, fou conservat per a un crani que ha estat reavaluat com el sinàpsid més antic conegut.
L'espècie tipus d'Asaphestera és Asaphestera platyris, descrita per Steen (1934) a partir de tres cranis. Carroll i Gaskill (1978) observaren que un dels cranis fou breument descrit com l'espècie «Hylerpeton» intermedium per Dawson (1894), encara que és ja no considera relacionat amb el gènere Hylerpeton. Basant-se en el nom específic proposat per Dawson, reanomenaren Asaphestera platyris a Asaphestera intermedia.
Mann et al. (2020) tornaren a avaluar els suposats microsaures de Joggins i hi trobaren diversos resultats inesperats. Un dels cranis designats com a Asaphestera platyris per Steen semblava un tàxon vàlid, però en comptes d'un microsaure era el sinàpsid més antic conegut, possiblement un eotirídid. L'«Hylerpeton» intermedium de Dawson fou reclassificat com a tetràpode indeterminat i com a nomen dubium. Altres restes anteriorment assignades a Asaphestera foren traslladades a Steenerpeton, un nou gènere de microsaure.
El nom genèric Asaphestera significa 'menys diferent' en grec antic, mentre que el nom específic platyris vol dir 'nas ample'.